# داوائو شرقی
داوائو شرقی یا داوائو اورینتال (Davao Oriental) یکی از استان‌های کشور فیلیپین است. این استان در جنوب این کشور قرار گرفته است و بخشی از جزیره میندانائو به شمار می‌رود.
مرکز این استان شهر ماتی سیتی است. جمعیت آن بیش از چهارصد و چهل هزار نفر است. مساحت این استان بیش از پنج هزار و صد کیلومتر مربع است .